# 目黒富士
目黒富士（めぐろふじ）は、かつて東京都目黒区上目黒・中目黒に存在した江戸時代の富士塚である。富士信仰の広がり、およびその信仰団体である富士講によって築かれた。「目黒富士」と呼ばれたものは複数存在し、それぞれが信仰対象や景勝地として親しまれ、浮世絵に描かれるなどした。それぞれ、造られた時期や場所が異なっており、「元富士」・「新富士」などと呼び分けられている。いずれの富士塚からも富士山（本物）を見ることができた。

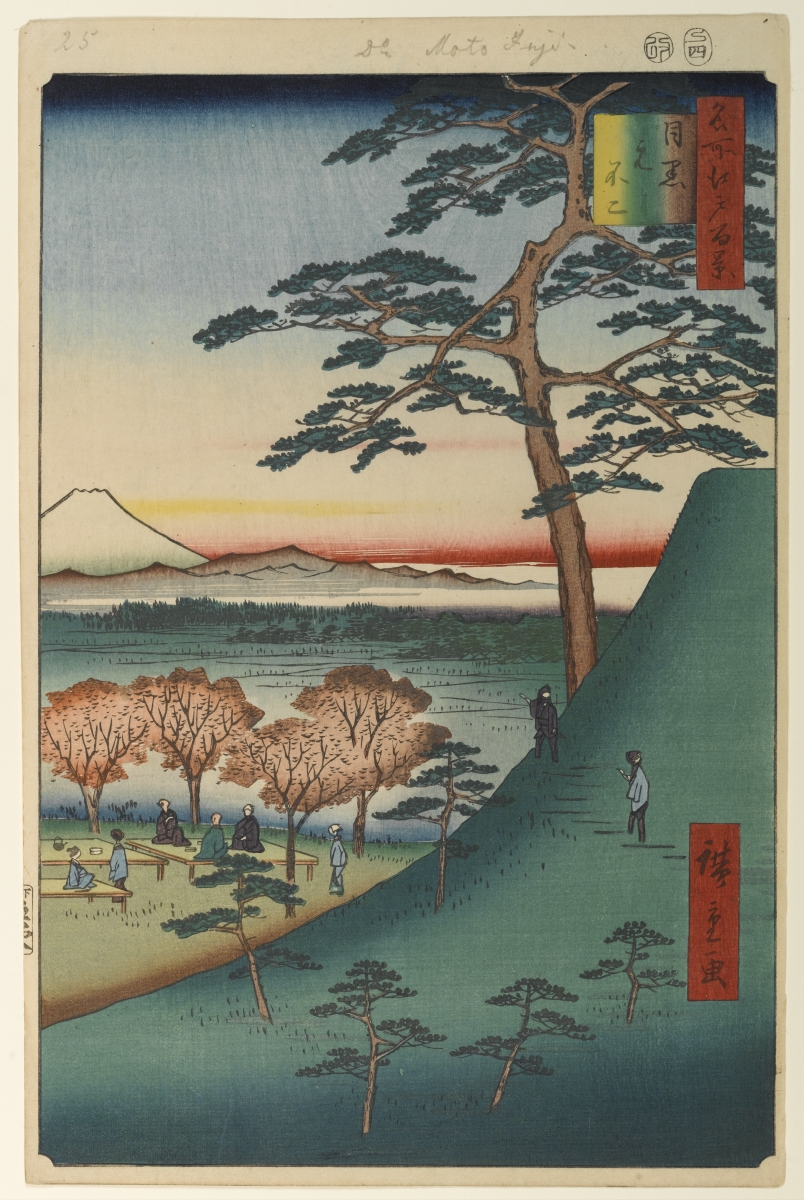
『名所江戸百景』の元富士

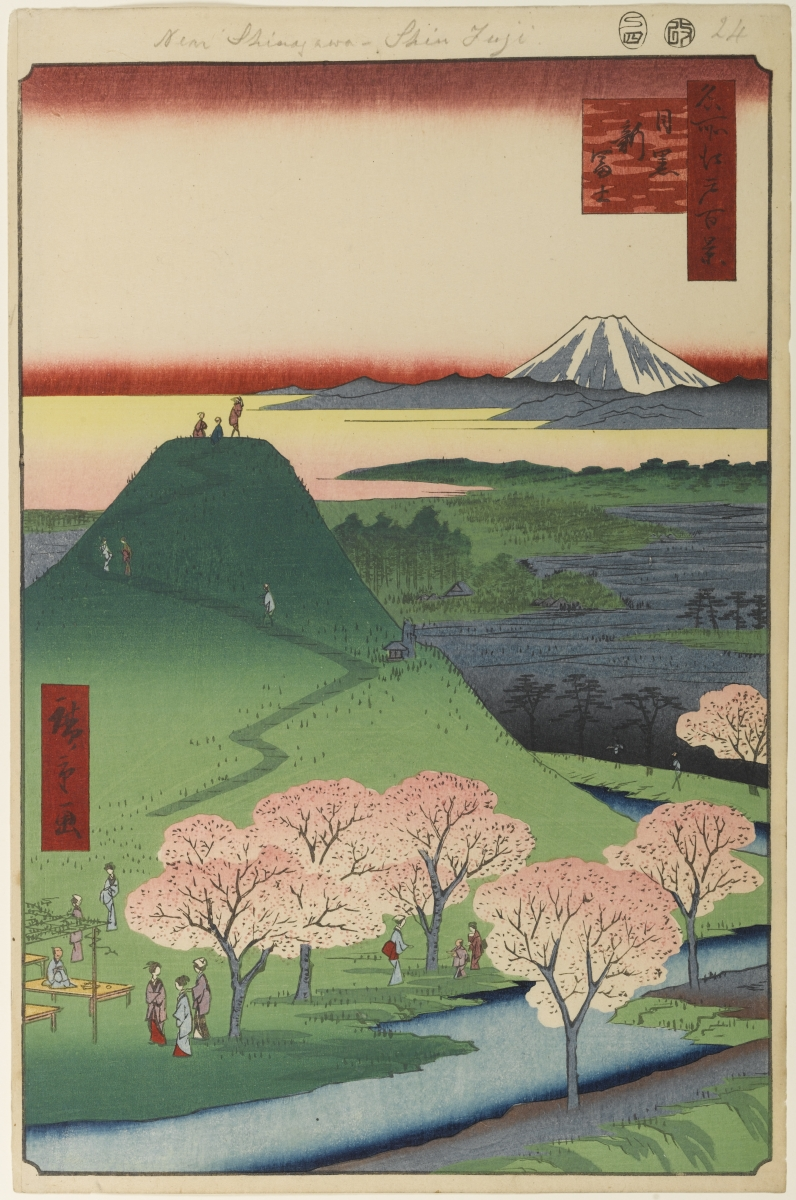
『名所江戸百景』の新富士。歌川広重・画。

## 元富士
1812年（文化9年）に上目黒「目切坂」上に、富士講団体「山正広講」が築いたもので、「丸旦山」とも呼ばれた。高さ12メートル。山頂には浅間神社の石祠があった。旧暦6月に山開きが行われると屋台が出て、参詣者でにぎわったという。1819年（文政2年）に中目黒に新富士ができると、区別されて「元富士」や「西富士」と呼ばれた。1878年（明治11年）に同地が岩倉具視の別邸となった際に石祠や石碑類が氷川神社に移された。その後は根津嘉一郎邸となり、1939年（昭和14年）の改築の際に破壊された。

## 新富士
択捉島を探検した幕臣で、富士講団体とも親交のあった近藤重蔵が、1819年（文政2年）に中目黒「別所坂」上の別邸内に築かせた。上目黒の元富士と区別して「新富士」のほか、「東富士」「近藤富士」と呼ばれた。こちらも眺望よく、参詣者が多く集まったという。なお、この新富士がある近藤家別邸の土地は、後に近藤重蔵・富蔵父子の没落に繋がる1826年（文政9年）の「鎗ヶ崎事件」を招いた。新富士も1959年（昭和34年）に破壊された。近くにある別所坂児童遊園に、山腹にあった石碑類が残されている。

### 胎内洞穴
新富士の麓には、実際の富士山麓にある信仰対象となった溶岩洞（人穴など）を模した「胎内洞穴」が掘られていた。1991年（平成3年）に、新富士跡地を含む遺跡（新富士遺跡）の発掘調査が行われた時、この洞穴も発見された。洞穴は頑丈なローム層に掘られた横穴で、最奥には本尊とみられる大日如来座像があった。胎内洞穴は型取りされて樹脂で実寸大復元され、大日如来像と共に目黒区めぐろ歴史資料館に展示されている。

## 現在

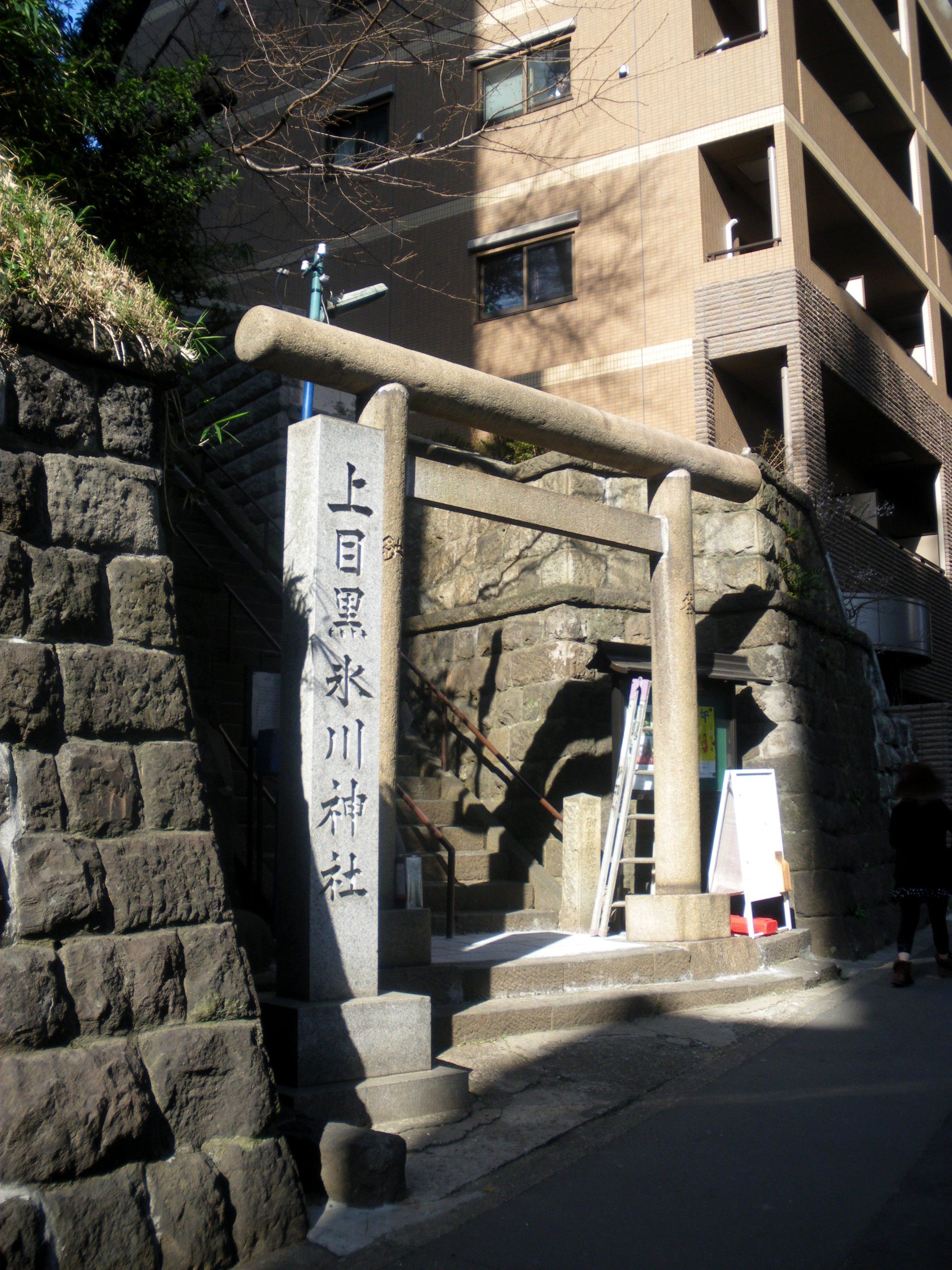
上目黒氷川神社

元富士・新富士ともになくなってしまったが、元富士の石祠・石碑類を移した氷川神社は、1977年（昭和52年）に富士登山道に見立てた石段坂を造り、境内の一角を「目黒富士」と呼び、現在も7月に山開きと例祭が行われている。  

## 参考サイト
1. 1 2  富士講 - 東京都目黒区、2019年4月24日閲覧。
2. ↑  目黒と富士 - 東京都目黒区、2019年4月24日閲覧。
3. 1 2  目黒区教育委員会編『めぐろの文化財』（2010年3月31日発行）135頁
4. ↑  別所坂 - 東京都目黒区、2019年4月24日閲覧。
5. ↑  目黒区教育委員会編『めぐろの文化財』（2010年3月31日発行）136頁
6. ↑  目黒区の遺跡 - 東京都目黒区、2019年4月24日閲覧。
7. ↑  横山昭一著「目黒区新富士遺跡発見の地下式遺構」『國學院雑誌』93巻12号（1992年12月発行） 9-18頁
8. ↑  目黒区教育委員会編『めぐろの文化財』（2010年3月31日発行）174頁
9. ↑  常設展示「目黒の歴史」 - 東京都目黒区、2019年4月24日閲覧。

## 参考図書
- 目黒区教育委員会編『めぐろの文化財』（2010年3月31日発行）135-136頁・174頁
- 横山昭一著「目黒区新富士遺跡発見の地下式遺構」『國學院雑誌』93巻12号（1992年12月発行） 9-18頁